# بوریس بودنیکوف
بوریس بودنیکوف (روسی: Борис Фёдорович Будников؛ زادهٔ ۱۶ فوریهٔ ۱۹۴۲) قایقران قایق بادبانی اهل اتحاد جماهیر شوروی سوسیالیستی است.